# José Francisco Rodil Lombardía
José Francisco Rodil Lombardía (Santa Eulalia de Oscos, Asturias, España, 1953) es un periodista y escritor español. 
Ha vivido en Madrid, en Oviedo y en Santiago de Compostela, ciudad en la que reside actualmente. Periodista y escritor, es licenciado en  Ciencias de la Información por la Universidad Complutense de Madrid donde también finalizó los cursos de doctorado. 
Premio Galicia de Periodismo en 1989, se inició en la profesión en la agencia de información Mencheta. Trabajó como redactor en el diario Informaciones y en El Correo Gallego, encargado de la sección política, y en Televisión de Galicia, donde tras ingresar en 1985, desempeñó el cargo de director gerente (1990), jefe de control de cadena de la Corporación Radio e Televisión de Galicia (1995) y programador del Canal Internacional (1998). En esta cadena autonómica, a la que estuvo vinculado desde los inicios de la misma, dirigió y guionizó muy distintos espacios de programación tanto vinculados al área de los Informativos como a Programas: Parlamento, espacio semanal de actualidad parlamentaria; Sen fronteiras, programa de entrevistas a relevantes personalidades del mundo de la sociedad y de la política; Enfoques, programa semanal de reportajes informativos; Así foi se así vos parece, programa especial para celebrar el décimo aniversario de TVG; Exteriores, serie documental para el Canal Internacional; Cadernos do aire, magazine sobre la inmigración en Galicia; A nosa clave, programa de debate sobre temas sociales; Falámolo, espacio semanal de debate y entrevistas sobre temas sociales; El peregrino de Asís, serie documental (42 capítulos) con motivo del 800 aniversario de la peregrinación de San Francisco de Asís a Santiago; Santiago para soñar, serie de reportajes sobre Santiago de Compostela. 
Fue, asimismo, director de La Voz de Asturias y delegado del Grupo Zeta en Asturias (2001). 
En la actualidad, retirado del periodismo de batalla, es miembro electo de la Comisión de Garantías de la Federación de Asociaciones de Periodistas de España.
Como escritor ha publicado las novelas El señor del Senescal (Madú, 2003), La noche de las luminarias (Velasco, 2018), Los prodigios de Gillingham (Velasco, 2021) y Sentencia (Velasco, 2022). También ha cultivado la narrativa breve con obras como Sin máscara: relatos del periodismo de camuflaje (Tris Tram, 1999), Memorias del valle escondido: narraciones y leyendas de Santalla de Oscos (CH, 2008), y el libro de cuentos, Sutiles presencias (Velasco, 2023).